# A szép perthi lány
A szép perthi lány (franciául La jolie fille de Perth) Georges Bizet négyfelvonásos operája. Szövegkönyvét Jules-Henri Vernoy de Saint-Georges és Jules Adenis írták Sir Walter Scott azonos című regénye alapján. Az opera ősbemutatójára 1867. december 26-án került sor Párizsban, a Théâtre Lyrique-ban.

## Szereplők
| Szereplő                               | Hangfekvés         |
| -------------------------------------- | ------------------ |
| Henry Smith, kovács                    | tenor              |
| Catherine Glover                       | szoprán            |
| Simon Glover, Catherine apja, kesztyűs | basszus            |
| Mab, a cigányok királynője             | szoprán            |
| Ralph, Glover tanítványa               | basszbariton       |
| Rotsay hercege                         | bariton vagy tenor |
| egy lord                               | tenor              |
| komornyik                              | basszus            |

## Cselekménye
Helyszín: Skócia
Idő: 15. század

### Első felvonás
Perth városában
Henry Smith fegyverkovács műhelyében a legények vidám munkadalt zengenek, de a mester véget vet az éneklésnek, mert elérkezett a karnevál ideje. Elköszön embereitől és Catherine Glover iránti szerelméről vall, aki Simon Glover kesztyűkészítő lánya. Berohan a műhelybe Mab, egy cigánylány, aki menedéket kér az utcán erőszakoskodó férfiak elől. Hálájaként megjósolja Smithnek, hogy este vendégei lesznek Glover és lánya személyében. A jóslat igaznak bizonyul és valójában megérkezik Glover, a lánya Catherine és tanítványa Ralph. Ételt és italt hoznak a kovácsmesternek a karnevál megünneplésére. Mikor Henry és Catherine egyedül maradnak, szerelmet vallanak egymásnak. Nagy zajjal megérkezik több lovag társaságában Rothsay herceg és felkéri a kovácsot, igazítsa meg tőrét. A herceg látogatásának tulajdonképpeni oka az, hogy ő maga is szerelmes a lányba. Smith zajos munkájával próbálja megzavarni a herceg udvarlását, amikor azonban a herceg kezet csókol a lánynak, kalapácsával ugrik rá és a gyilkosságot, a szobából előugró Mab akadályozza meg. Glover a hercegnek panaszkodik a kesztyűs céh problémáiról és kihallgatást sikerül elérnie. Mikor mindenki távozik, Catherine eldobja az aranyrózsát, melyet Smithtől kapott. Mab felveszi és elteszi.

### Második felvonás
A város főterén
A lakosság a város főterén ünnepel. A herceg ivóversenyt hirdet egy óriási kupából. A hangulatot a cigányok tánca emeli. A herceg kéri Mabet, hogy beszélje rá Catherine-t az estélyén való részvételre. Miután az ünneplő tömeg szétszéledt Smith és Ralph szerenádot adnak a lány tiszteletére. A herceg a lány után küldi udvarmesterét, azonban elfátyolozva, Mab megy el helyette az estélyre. Smith látja ezt.

### Harmadik felvonás

#### Első kép
A herceg udvara
A herceg udvarában nagy kártyacsata dúl, Rothsay mindent megnyer. Megérkezik a Catherine-nek álcázott Mab. A herceg hiába kéri, hogy vegye le fátylát.

#### Második kép
A herceg fogadóterme
A herceg fogadja Glovert és lányát. A kesztyűkészítő mester elpanaszolja céhének problémáit és meghívja a herceget lányának és Smithnek az esküvőjére. A herceg és Smith megdöbbennek. Amikor a lány odafut vőlegényéhez és felajánlja kezét, az hűtlenséggel vádolja, hogy az éjszakát a herceggel töltötte. Catherine hiába kéri vőlegénye bizalmát, az meglátja a herceg köntösén az aranyrózsát (amit Mabtól csent el Rothsay) és visszautasítja a lányt.

### Negyedik felvonás

#### Első kép
a Tweed folyó partja
Miután sem legényei, sem Ralph nem tudják Smitht jobb belátásra bírni, istenítéletet rendelnek el a Tweed folyó partján. Ralph és Smith vív meg ott a lány tisztességéért

#### Második kép
Glover műhelye
Mab érkezik a küzdőtérről, Glovert keresi. A herceg mindent tisztázott, a párviadal elmaradt, de Catherine-t a történtek őrületbe kergették. Amikor meghallja Smith szerenádját a lány elméje kitisztul és a kovács karjaiba ugrik.

## Híres részletek
- A la voix d'un amant fidele - Smith áriája (első felvonás)
- Cigánytánc (második felvonás)

## Diszkográfia
- June Anderson (Catherine Glover), Alfredo Kraus Trujillo (Henry Smith), Gino Quilico (Rothsay hercege), Margarita Zimmermann (Mab) stb; Francia Rádió Énekkra és Új Filharmonikus Zenekara, vez. Georges Prêtre (1985) EMI 395123 2